# Eutettix tristis
Eutettix tristis är en insektsart som beskrevs av Ball 1907. Eutettix tristis ingår i släktet Eutettix och familjen dvärgstritar. Inga underarter finns listade i Catalogue of Life.